# Henri Sibor
Pour les articles homonymes, voir Sibor.
Henri Sibor, né le 16 mai 1904 à Garlin (Basses-Pyrénées) et mort le 20 novembre 1985 dans la même commune, est un homme politique français.

## Biographie
Henri Sibor est le fils d'un greffier de justice de paix, il est mobilisé au début de la Seconde Guerre mondiale et est rendu à la vie civile en 1940. À compter de 1941, il devient caissier à la Caisse d'épargne.
Élu conseiller municipal de Garlin en 1935, puis maire de 1945 à 1971, il devient conseiller général du canton de Garlin de 1964 à 1982.
Le 18 janvier 1971, il devient sénateur des Pyrénées-Atlantiques à la suite du décès de Jean Errecart.
Féru de course landaise, il initie le projet de municipalisation des arènes et est à l'origine de la reconnaissance de la Fédération française de la course landaise comme fédération sportive à part entière.

## Décoration
- Médaille d'honneur départementale et communale